# Jean-Baptiste de Montgrand
Jean-Baptiste Jacques Guy Thérèse de Montgrand dit « le marquis de Montgrand »,, né à Marseille le 9 septembre 1776, décédé dans la même ville le 19 août 1847 est un maire de Marseille de 1813 à 1830.

## Biographie

### Naissance et jeunesse
Issu d’une famille originaire du Vivarais anoblie par charge de conseiller-secrétaire du roi en 1706,, il est le fils unique de Joseph Jean-Baptiste de Montgrand, dit « le marquis de Montgrand » (titre de courtoisie),, brigadier des dragons du roi et de Marie Philippine Le Coigneux de Bélabre. Il naquit le 9 septembre 1776 à Marseille. En 178, son père étant décédé le 15 janvier de cette même année, il émigre en Italie, à Vérone où il épouse le 31 juillet 1796 Marie-Thérèse Dominique Mosconi de Fugaroli, fille du comte Jacques Mosconi de Fugaroli et d’Elisabeth Contarini. Il rentre en France en 1800 pour vivre retiré dans sa propriété de Saint-Menet à Marseille.

### Maire de Marseille
Le préfet Antoine Claire Thibaudeau ayant remarqué ce jeune homme essayant de rassembler les débris de sa fortune et bien qu’il l’ait trouvé guindé, sauvage et timide mais d’une grande probité et de bon jugement, le fit nommer conseiller municipal. Jean-Baptiste de Montgrand fut élu maire le 27 avril 1813. Dans ses mémoires le préfet Thibaudeau estime que ce nouveau maire remplit ses fonctions avec zèle et dévouement.
Son séjour en Italie lui ayant permis de maîtriser parfaitement la langue, il entreprit la traduction de plusieurs ouvrages : Inni Sacri et I promessi sposi d’Alessandro Manzoni. Lors de sa réception à l’Académie de Marseille le 5 mars 1818, il présenta la traduction d’un poème italien « les quatre parties du jour » de Pindemonte.
Montgrand qui avait servi fidèlement le gouvernement impérial, s’estima délié de son serment dès l’abdication de Napoléon à Fontainebleau et fut confirmé dans ses fonctions de maire par Louis XVIII. Le 15 avril 1814, sur l’invitation du maire, deux frégates britanniques approchaient du château d’If et recevaient une délégation municipale puis, le soir, accostaient dans le vieux port. Le maire reçut ensuite chaleureusement les officiers britanniques.
Montgrand démissionna de ses fonctions de maire dès le retour de Napoléon de l’île d’Elbe. Son premier adjoint Raymond aîné fut nommé maire par intérim à compter du 13 avril 1815. Ce fut donc sous le mandat de ce dernier qu’eut lieu après la défaite de Waterloo, le « massacre des mameluks », orientaux d’origines diverses immigrés à Marseille après la campagne d’Égypte. C’est également du temps de son remplacement qu’eut lieu le débarquement à Marseille des troupes britanniques sous le commandement de lord Exmounth et de sir Hudson Lowe, futur geôlier de Napoléon à Sainte-Hélène.
Le duc d’Angoulême nomma Montgrand préfet provisoire, poste qui fut ensuite attribué au comte de Vaublanc. Montgrand retrouva ses fonctions de maire qu’il conserva jusqu’au 4 août 1830.
Au début de son deuxième mandat Montgrand soumet certains de ses collaborateurs à une enquête sur leur comportement passé ; il évite cependant les sanctions inutiles. Il redresse les finances locales et équilibre un budget aux ressources limitées du fait du marasme économique de la ville de Marseille.
Si on peut lui reprocher d’avoir accordé une attention insuffisante à l’éducation notamment pour l’instruction primaire, quelques travaux significatifs furent réalisés durant son mandat. On lui doit la réalisation de l’arc de triomphe de la porte d’Aix. Le 17 octobre 1823 il invite le conseil municipal à délibérer sur la proposition de construire en hommage au duc d’Angoulême qui avait remporté de brillants succès en Espagne, un arc de triomphe en détruisant les vieilles arches de l’aqueduc et de les remplacer par un siphon. Une partie des arches de l'aqueduc est encore visible à l’emplacement où a été construit le Conseil Régional Provence Alpes Côte d’Azur. Le 6 novembre 1825 Montgrand pose la première pierre. Les sculptures furent confiées à Pierre-Jean David d’Angers et à Étienne Ramet. Les retards dans la réalisation des travaux qui ne furent achevés qu’en 1833 entraînèrent un changement dans la représentation des faits d’armes : on préféra sous la monarchie de Juillet glorifier ceux de la République, du Consulat et de l’Empire jusqu’à Austerlitz. Montgrand fut d’autre part très favorable à l’enseignement artistique et scientifique. Il fit créer le 1er juin 1819 le musée d’histoire naturelle dont le premier directeur fut Polydore Roux et qui fut installé ultérieurement dans une partie du palais Longchamp. Il créa également une école de musique.
À la fin de son mandat, à partir de 1827, il s’inquiète des progrès de l’opposition et de la montée du libéralisme. Il attribue cette évolution en grande partie à la licence de la presse. Dans un rapport du 16 mars 1827 au préfet de Villeneuve-Bargemon, il qualifie certains journaux de « venins quotidiens qui en altérant toutes les idées, en confondant tous les principes, finissent par pervertir les cœurs ». Il réclame ainsi une loi sur la presse afin d’arrêter efficacement la propagation de l’impiété et de la révolution.

### Fin de vie
Moins connu que son contemporain le préfet Villeneuve-Bargemon, il contribua au redressement de la ville de Marseille. Homme cultivé ; il fut admis à l’Académie de Marseille le 5 mars 1818 et en assura cinq fois la présidence en 1820, 1827, 1833, 1837 et 1842.
Après sa démission il se retira dans sa propriété de Saint-Menet où il s’éteignit à 71 ans le 19 août 1847. La ville lui fit des obsèques officielles et son oraison funèbre fut prononcée par deux de ses collègues de l’académie de Marseille : le président du tribunal Réguis et le naturaliste Barthélemy Lapommeraye. Il fut enterré au cimetière de Saint-Menet à Marseille où se trouvait sa propriété familiale qui a donné son nom à ce quartier. À son emplacement se trouve une usine de café soluble et de chocolat qui avait été construite par l’architecte Fernand Pouillon. Il était officier de la légion d’honneur et chevalier de l’ordre royal Constantinien des Deux-Siciles.
En son hommage la ville a donné son nom à une rue de Marseille et à un lycée.